# Panzar: Forged by Chaos
 (décembre 2013).
Si vous disposez d'ouvrages ou d'articles de référence ou si vous connaissez des sites web de qualité traitant du thème abordé ici, merci de compléter l'article en donnant les références utiles à sa vérifiabilité et en les liant à la section « Notes et références ».
Panzar: Forged by Chaos est un jeu en ligne massivement multijoueur développé et édité par le studio russe Panzar Studio pour Windows. Le jeu adopte un modèle économique en free to play, utilisant le principe de micropaiements pour se rentabiliser et se viabiliser.